# Richard With
För fartyget, se M/S Richard With.

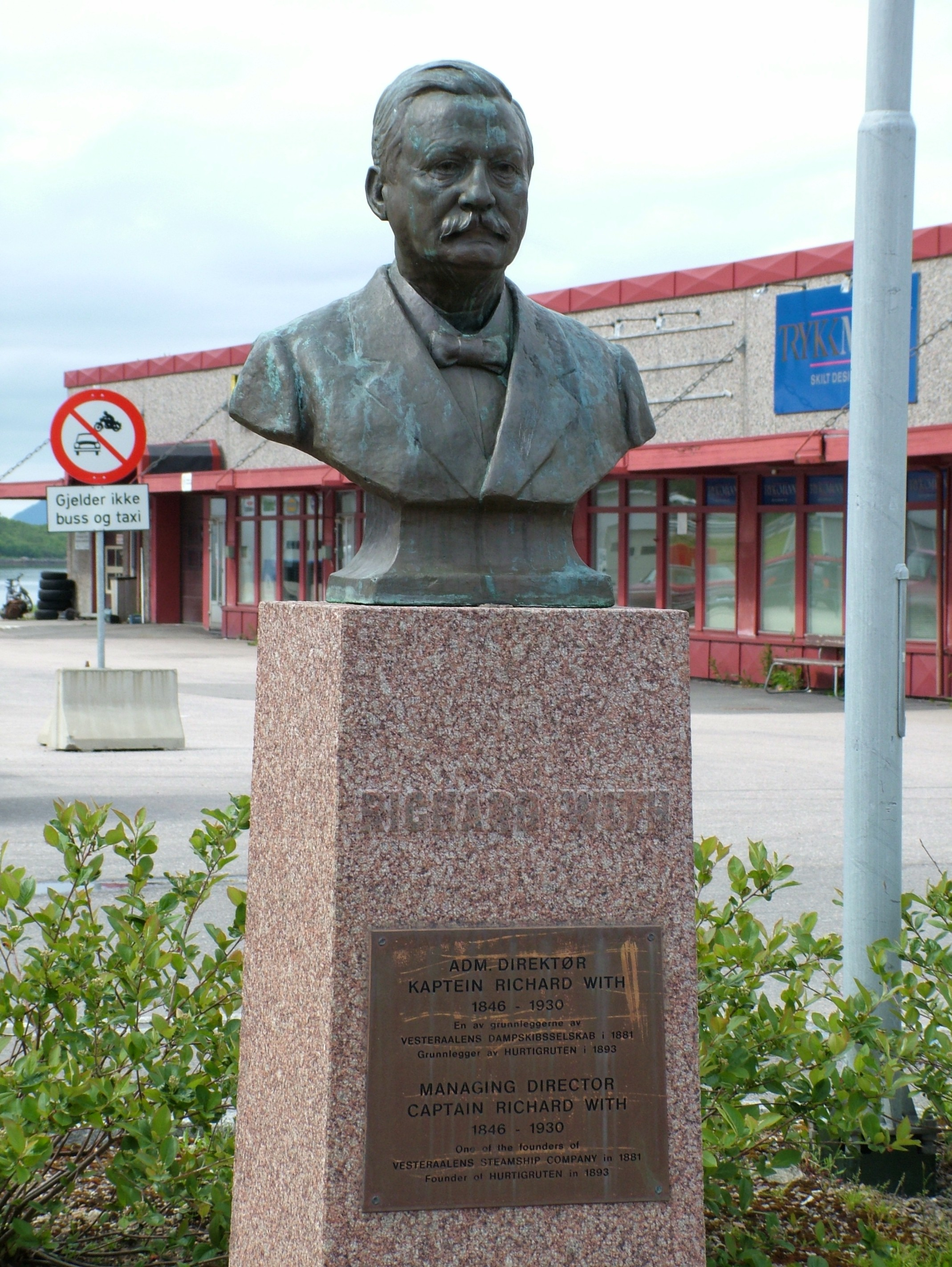
Withs staty utanför Hurtigruten-museet i Stokmarknes.

Richard With, född 18 september 1846 i Tromsø, död 9 februari 1930 i Oslo, var en norsk sjöman, handelsman och stortingsrepresentant. Han är allmänt känd som Hurtigrutens fader.

## Hurtigruten
With var med och grundade Vesteraalens Dampskibsselskab 1881, vilket fick ursprungskoncession på transportrutten Trondheim-Hammerfest, den första Hurtigruten. Han var kapten på den första Hurtigruten-båten, DS Vesteraalen, vilken avseglade från Trondheim den 2 juli 1893. Senare blev han direktör för Vesteraalen Dampskibsselskab till 1909, då han avgick av hälsoskäl.

## Politiker
With var också representant i Stortinget 1910–1912 för Frisinnede Venstre.